# Народни дом у Власотинцу
Народни дом Власотинца изграђен је 1931. године и налази се у улици Марка Орешковића бр. 4. у Власотинцу. Грађен је као пример хумано-културне и професионалне установе за јавне намене. Иницијативу за подизање дома дао је др. Радул Велешевић који је имао значајну улогу у културном и јавном животу Власотинца. Дом је изграђен материјалним средствима Власотиначког еснафа, певачке дружине „Његош“, трговачког удружења, Женске подружнице и Књижице и читаонице.

## Просторије дома и његови корисници
У дому су биле просторије свих културно-хуманих и професионалних удружења, а велика сала је служила као соколска вежбаоница  и као просторија за приређивање забава, скупова и слава свих ових удружења. Дом је имао као чланове: велике добротворе, утемељиваче, помагаче и почасне. Приходи дома чинили су приходи од забава, добровољни прилози, завештана имања у корист дома, годишње уплате друштава која су имла уложени мањи капитал.

## Отварање Народног дома и његова намена
Од отварања 1931. године до 1941. године, дом је радиоактивно. У њему су приређиване забаве са игранкама, позоришне представе, соколске вежбе, прославе, славе удружења, матинеи и разни скупови. Од краја Другог светског рата до 1951. године, у њему је била смештена женска занатска школа, а од 1951. године до 1972. године школа ученика у привреди (ШУП). После 1972. године просторије дома прузело је друштво за телесно васпитање „Партизан“. Данас у дому смештени су редакција локалног листа Власина и локалне телевизије.

## Објекат
Народни дом је једноспратни објекат грађен у мешовитом српско-византијском академском националном стилу. Има приземље и спрат. Приземље је изведено у живој ритмичкој композицији, рашчлањено полулучним прозорским отворима са дорским стубовима на чијој се стопи спајају полулучни венци који прате облик полулучних прозорских отвора.
Спрат од приземља је издвојен кордонским венцем. Дом је изведен срого и незграпно и оставља утисак недоречености. Прочеље завршава истакнутом, строго обрађеном атиком, као и многи други домови у Власотинцу, настали у међуратном периоду. Изнад улаза у дом налази се плитки балкон који више смета него што доприноси кохерентности објекта. На северном заобљеном делу објекта налазио се градски сат, срушен 1941. године. Пројектант је остао непознат, али се зна да је грађевинским радовима руководио локални предузимач Миладин Ђорђевић.